# Фліш

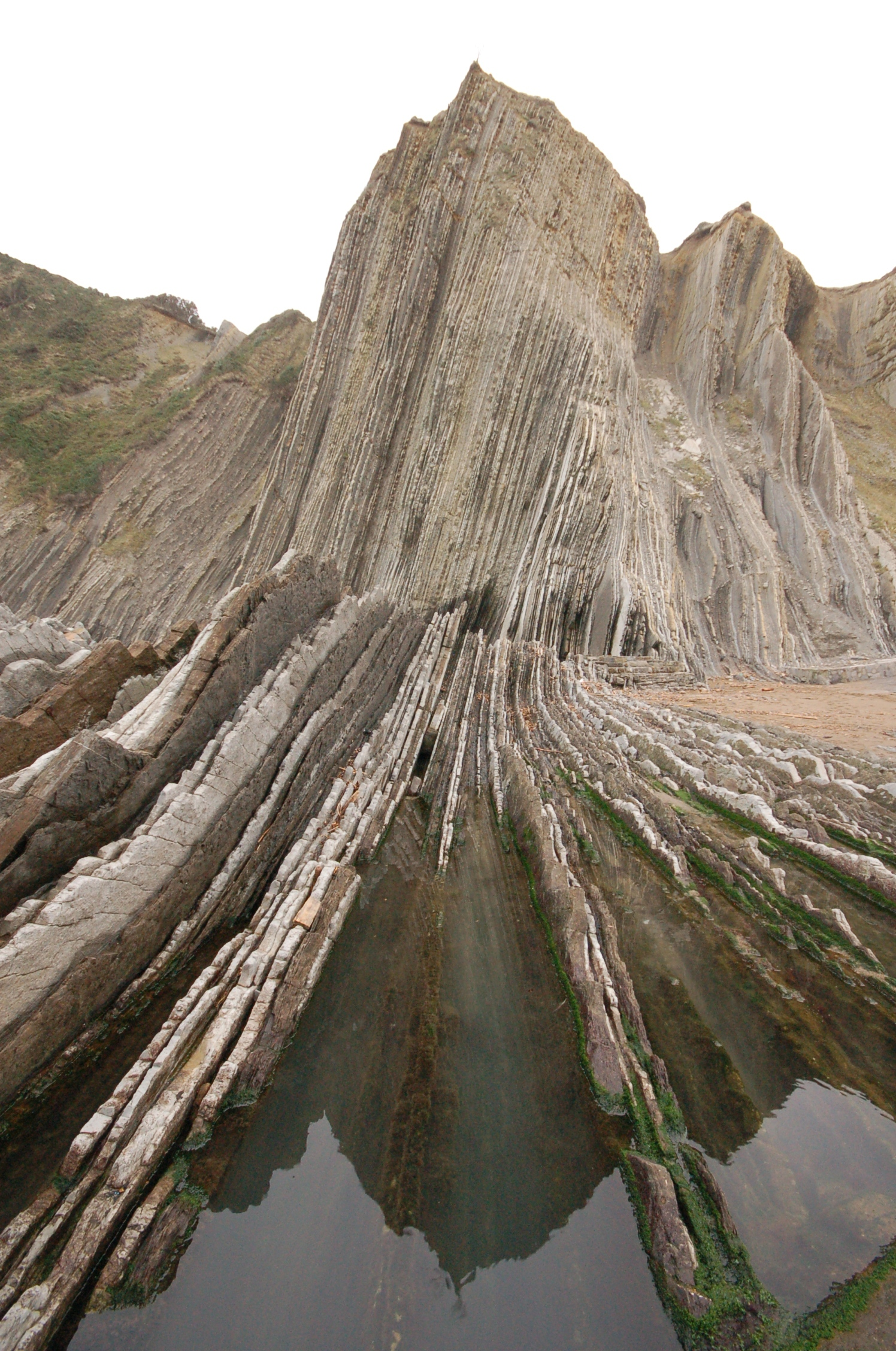
Круто нахилені шари флішу на узбережжі Сумая, Іспанія

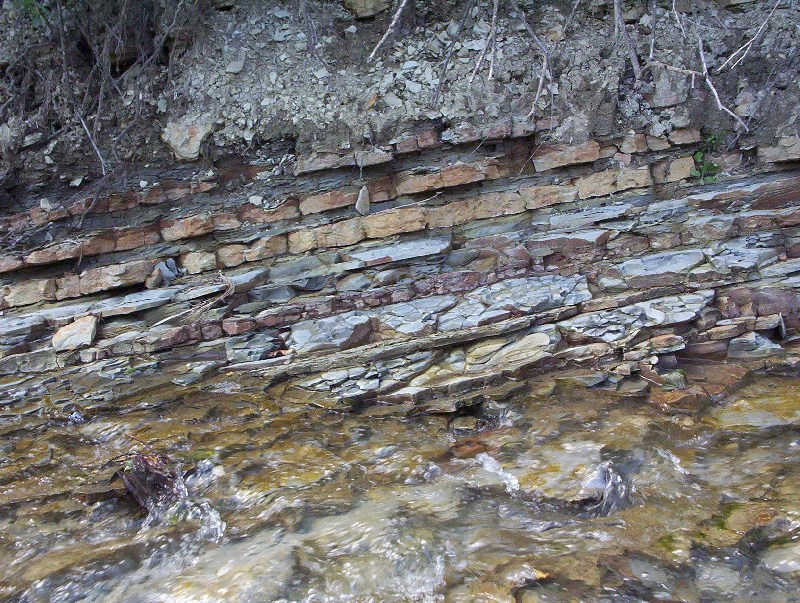
Розріз карпатського флішу

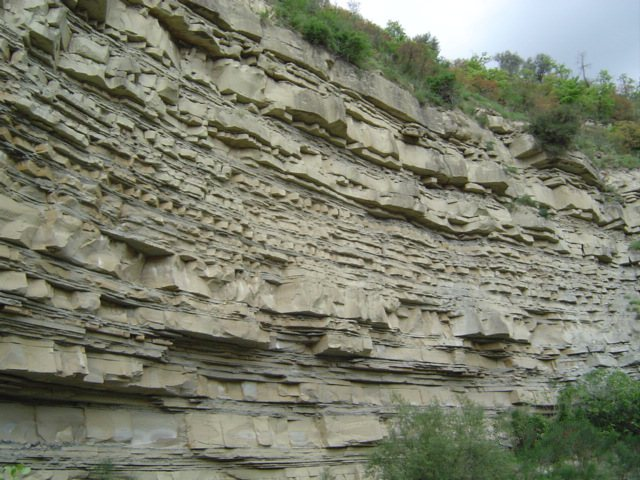
Типовий грубошаруватий розріз міоценової флішової формації Gorgoglione, південь Італії

Фліш (від нім. fliessen — «текти», «розтікатись») — осадові породи, теригенна (іноді вулканогенно-теригенна) геологічна формація, яка характеризує певний період розвитку седиментаційного басейну.
У геології фліш належить до морської осадової фації, яка зазвичай представлена чергуванням аргілітів і більш грубозернистих порід (як правило, пісковиків). Ці відкладення часто згодом деформуються (згортаються). Флішова серія виникає під час горотвірних процесів, а більш грубозернисті породи являють собою еродований матеріал гірського ланцюга, який формується. Оскільки цей матеріал зазвичай потрапляє в область відкладень у вигляді потоків суспензії, фліш часто називають турбідітами в геології.

## Етимологія та історія
Термін «фліш» упроваджений у геологічну літературу швейцарським геологом Бернгардом Штудером у 1827 році, який використовував його для опису скельних утворень у долині Сіменталь та долині річки Сарін у Швейцарських Альпах, які складаються з переважно піщаного або мергельного, чорного або сірого сланцю та дуже твердих і щільних пісковиків з вапняним і темно-сірим цементом. Термін «фліш» походить від діалекту сіментальської землі і належить до сланцевого, легко розщеплюваного, легко еродованого гірського матеріалу, який вивітрюється в плити. Пізніше сам Штудер пов’язав це слово з початково нижньонімецьким словом «Flöz», яке, своєю чергою, пов’язане з різними старими словами з сім’ї германських мов, усі з яких означають щось на зразок «плоский». Отжеб термін «фліш», ймовірно, сходить до сланцевої природи скель, і етимологічно витікає з сіментальського швейцарського діалекту німецької мови.

## Загальний опис
Фліш — потужна серія морських осадових гірських порід переважно уламкового походження, що характеризуються ритмічним чергуванням декількох літологічних різновидів шарів, гранулометричний склад яких характеризується зменшенням зернистості знизу вверх (від піску до алевриту та пеліту), незалежно від їх мінералогічного складу (т. зв. градаційна текстура). Фліш складається з численних невеликих (дек. см — дек. дм) циклів (циклітів, циклотем, циклосом), які часто називаються ритмами. Цикліти утворені 2-4 шарами, або елементами, з яких нижні представлені зернистою породою (пісковиком, алевролітом, уламковим вапняком), часто з косою або завихореною пошаровістю, а верхні — пелітами.
Циклічність (ритмічність) фліш зумовлена особливостями осадонакопичення — мулистими потоками, які виникають періодично. Власне фліш, як правило, утворюється в зоні континентального схилу і його підніжжя в глибоководних басейнах.
Типовий фліш складається з циклів Боума, коли прошарок гравеліту вверх за розрізом поступово і безперервно переходить у пісковик, потім у алевроліт, і закінчується цикл прошарком аргіліту. Отже, флішеві осадові породи — це ритмічно черговані прошарки аргілітів, алевролітів, мергелю і вапняку.
Генеза флішових товщ досі викликає жорсткі дебати серед геологів.
Існують дві версії про умови утворення флішу:
1. глибоководна (турбідні течії)
2. мілководно-морська і дельтова

З позицій уявлення про геосинкліналі фліш — типова геосинклінальна формація, яка означає передорогенну стадію розвитку евгеосинкліналей та (чи) міогеосинкліналей, коли в межах активних континентальних окраїн виникали острівні дуги («кордильєри») — ланцюги островів, на схилах яких формувалися дикий фліш (з підводнозсувними утвореннями — олістостромами) і грубий фліш (збагачений конґломератами та пісковиками), який переходить у дистальному напрямку в типовий фліш, що потім змінюється недорозвинутим флішем та напівфлішем (субфлішем). Подібні утворення з турбідітами формуються і на пасивних континентальних окраїнах. У вертикальному ряду геологічних формацій фліш звичайно займає проміжне положення між аспідною формацією та моласами. У складчастих областях, які виникли на місці геосинкліналей, флішеві відклади, інтенсивно дислоковані, звичайно складають зовнішні зони (екстерніди). Фліш установлений у протерозої, палеозої (карбоновий фліш на Уралі), мезозої (тріасовий фліш у Криму, юрський та крейдовий на Кавказі і в Альпах) та кайнозої (палеогеновий фліш у Карпатах).
До флішу бувають прилучені поклади нафти і мінеральних вод. Карбонатний фліш та напівфліш (субфліш) іноді являє собою цементну сировину (район Новоросійська).

## Поширення в Україні
В Україні відклади флішової формації поширені в складчастих Карпатах та Кримському орогені.

## Інші значення
Характерні різноманітні за формою і походженням ієрогліфи на поверхні циклітів являють собою відбитки нерівностей на дні водойм. Виникають внаслідок розмивної дії короткочасних каламутних потоків та внаслідок життєдіяльності різних тварин, що пересуваються по дну, частіше хробаків; останнім зобов'язані своїм походженням характерні фукоїди, що нагадують за формою водорості.